# Oratorium der göttlichen Liebe
Das Oratorium der göttlichen Liebe ist eine 1517 von Geistlichen am Hof Leos X. gegründete katholische Reformbewegung. Zu ihren Mitgliedern zählten unter anderem Gaetano da Thiene (1480–1547), Gian Pietro Carafa (1476–1559) und Jacopo Sadoleto (1477–1547). Einige Jahre später wurde von einigen ihrer Mitglieder der Theatinerorden ins Leben gerufen.